# Givenchy-lès-la-Bassée
Givenchy-lès-la-Bassée är en kommun i departementet Pas-de-Calais i regionen Hauts-de-France i norra Frankrike. Kommunen ligger i kantonen Douvrin som tillhör arrondissementet Béthune. År 2022 hade Givenchy-lès-la-Bassée 989 invånare.

## Befolkningsutveckling
Antalet invånare i kommunen Givenchy-lès-la-Bassée
| Referens: INSEE |